# Southington (Connecticut)
Southington est une ville située dans le comté de Hartford, dans l'État du Connecticut (États-Unis). Lors du recensement de 2010, Southington avait une population totale de 43 069 habitants.

## Géographie
Selon le Bureau du Recensement des États-Unis, la superficie de la ville est de 36,64 milles carrés (94,9 km2), dont 35,91 milles carrés (93,01 km2) de terres et 0,73 milles carrés (1,89 km2) de plans d'eau (soit 1,99 %).

## Histoire
Southington devient une municipalité en 1779. Son nom est la forme abrégée de « South Farmington ».

## Démographie
D'après le recensement de 2010, il y avait 39 728 habitants, 15 083 ménages, et 11 282 familles dans la ville. La densité de population était de 426,2 hab/km2. Il y avait 15 557 maisons avec une densité de 166,9 maisons/km2. La décomposition ethnique de la population était : 96,45 % blancs ; 0,86 % noirs ; 0,09 % amérindiens ; 1,04 % asiatiques ; 0,01 % natifs des îles du Pacifique ; 0,57 % des autres races ; 0,98 % de deux ou plus races. 2,02 % de la population était hispanique ou Latino de n'importe quelle race.
Il y avait 15 083 ménages, dont 33,0 % avaient des enfants de moins de 18 ans, 62,9 % étaient des couples mariés, 8,9 % avaient une femme qui était parent isolé, et 25,2 % étaient des ménages non-familiaux. 20,8 % des ménages étaient constitués de personnes seules et 9,7 % de personnes seules de 65 ans ou plus. Le ménage moyen comportait 2,59 personnes et la famille moyenne avait 3,02 personnes.
Dans la ville la pyramide des âges était 23,8 % en dessous de 18 ans, 5,9 % de 18 à 24, 29,3 % de 25 à 44, 26,3 % de 45 à 64, et 14,7 % qui avaient 65 ans ou plus. L'âge médian était 40 ans. Pour 100 femmes, il y avait 94,1 hommes. Pour 100 femmes de 18 ans ou plus, il y avait 90,1 hommes.
Le revenu médian par ménage de la ville était 60 538 dollars US, et le revenu médian par famille était $70 339. Les hommes avaient un revenu médian de $48 828 contre $35 298 pour les femmes. Le revenu par habitant de la ville était $26 370. 3,3 % des habitants et 2,2 % des familles vivaient sous le seuil de pauvreté. 3,0 % des personnes de moins de 18 ans et 5,6 % des personnes de plus de 65 ans vivaient sous le seuil de pauvreté.
| 1820  | 1850  | 1860  | 1870  | 1880  | 1890  |
| ----- | ----- | ----- | ----- | ----- | ----- |
| 2 681 | 2 126 | 3 315 | 4 314 | 5 411 | 5 501 |

| 1900  | 1910  | 1920  | 1930  | 1940  | 1950   |
| ----- | ----- | ----- | ----- | ----- | ------ |
| 5 890 | 6 516 | 8 440 | 9 237 | 9 649 | 13 061 |

| 1960   | 1970   | 1980   | 1990   | 2000   | 2010   |
| ------ | ------ | ------ | ------ | ------ | ------ |
| 22 797 | 30 946 | 36 879 | 38 518 | 39 728 | 43 069 |